# Norman Naimark
Norman M. Naimark ( /ˈ n eɪ m ɑː r k / ; né en 1944 à New York) est un historien américain. Il est professeur Robert et Florence McDonnell d'études d'Europe de l'Est à l'Université Stanford et chercheur principal à la Hoover Institution. Il écrit sur l’histoire moderne de l’Europe de l’Est, le génocide et le nettoyage ethnique dans la région.

## Carrière
Naimark obtient tous ses diplômes à Stanford. Il enseigne à l'Université de Boston et a été membre du Centre de recherche russe de l'Université Harvard avant de retourner à Stanford en tant que membre du corps professoral dans les années 1980. Naimark est d'origine juive ; ses parents sont nés en Galicie.
Il est membre des comités de rédaction de plusieurs revues professionnelles, dont The American Historical Review et The Journal of Contemporary History.
Il a reçu la Croix d'Officier de l'Ordre du Mérite de l'Allemagne.
Il est connu pour son étude The Russians In Germany. Il écrit dans un essai de 2017 que le génocide est souvent lié à la guerre, à la déshumanisation et/ou au ressentiment économique. Il écrit : « s'il n'y avait pas d'autres très bonnes raisons d'empêcher la guerre, la corrélation entre la guerre et le génocide est bonne ».
Dans ses ouvrages les plus récents, Naimark soutient que le monde a besoin d'une définition du génocide bien plus large que celle fixée par la Convention de 1948, incluant également « les nations qui massacrent des classes sociales et des groupes politiques ». Dans son ouvrage de 2010, Stalin's Genocides, Naimark soutient que le gouvernement de l'Union soviétique sous Joseph Staline « tuait systématiquement plutôt qu'épisodiquement » et que la dékoulakisation, l'Holodomor et les Grandes Purges « ne doivent pas être considérés comme des épisodes distincts, mais considérés ensemble », le qualifiant de « génocide horrible – l'élimination délibérée de tout ou partie d'un groupe social, d'un groupe politique ».
Naimark soutient qu'ils constituent un génocide en raison, entre autres facteurs, de l'intention d'extermination qui les sous-tend : les quotas qui étaient parfois fixés sur le nombre de personnes devant être exécutées ou arrêtées, le langage déshumanisant adressé aux koulaks, les slogans promus par des activistes appelant ouvertement à leur extermination, et un « grand nombre de preuves de connivence du gouvernement » concernant l'Holodomor. Naimark écrit que les premières versions de la Convention des Nations Unies sur le génocide avaient inclus le meurtre de groupes sociaux et politiques dans les définitions initiales du génocide, mais ont été abandonnées après que la délégation soviétique a menacé d'opposer son veto à la convention.
Le Journal of Cold War Studies amène plusieurs universitaires spécialistes de l'histoire soviétique, Joshua Rubenstein, Paul Hollander, Andrea Graziosi, Roman Szporluk, Jeffrey Hardy, Michael Ellman et Jeffrey Rossman, à écrire des commentaires sur le livre de Naimark sur Staline et le génocide et sur la définition plus large du génocide qu'il soutient. Ces articles sont publiés en 2012 sous le titre Perspectives on Norman Naimark’s Stalin’s Genocides.
Bien que principalement axé sur l’histoire du génocide, Naimark a également écrit des livres traitant de l’histoire géopolitique. Il est l'auteur de Staline et le destin de l'Europe : la lutte d'après-guerre pour la souveraineté en 2019. Dans cet ouvrage, il critique l’idée selon laquelle le déclenchement de la guerre froide en Europe après la Seconde Guerre mondiale était « inévitable ». Tout au long de son analyse, Naimark soutient que Staline était bien plus enclin à un accord avec les Alliés occidentaux qu'on ne le pensait auparavant et qu'il n'avait pas initialement prévu de construire un bloc de l'Est cohérent d'États satellites soviétiques au sein de l'Europe,.

## Publications
- Norman Naimark, Stalin and the Fate of Europe: The Postwar Struggle for Sovereignty, Harvard University Press, 2019 (ISBN 978-0-674-23877-0, OCLC 1089965391)
- Norman Naimark, Genocide: A World History, Oxford University Press, 2017 (ISBN 978-0-19-976527-0, OCLC 953175336, lire en ligne )
- A Question of Genocide: Armenians and Turks at the End of the Ottoman Empire, Oxford University Press, 2011 (ISBN 978-0-19-539374-3, OCLC 645707923)
- Norman Naimark, Stalin's Genocides, Princeton University Press, 2010 (ISBN 978-0-691-14784-0)[10]
- Norman Naimark, Fires Of Hatred: Ethnic Cleansing In 20th Century Europe, Harvard University Press, 2001 (ISBN 978-0-674-00313-2, OCLC 1245237010, lire en ligne)
- Norman Naimark, The Russians In Germany: The History Of The Soviet Zone Of Occupation, 1945–1949, Harvard University Press, 1995 (ISBN 978-0-674-78405-5, OCLC 32276211, lire en ligne)
- Norman Naimark, Terrorists And Social Democrats: The Russian Revolutionary Movement Under Alexander III, Harvard University Press, 1983 (ISBN 978-0-674-87464-0, OCLC 9080916, lire en ligne)
- Norman M. Naimark, The History of the "Proletariat": The Emergence of Marxism in the Kingdom of Poland, 1870–1887, vol. 54, East European Quarterly; distributed by Columbia University Press, coll. « East European monographs », 1979 (ISBN 978-0-914710-50-9, OCLC 5722861, lire en ligne )